# 李孟諺
李孟諺（1966年12月12日—），台灣政治人物，水利工程專家出身，現任行政院顧問。曾任交通部部長、行政院秘書長兼各區聯合服務中心主任、臺南市代理市長、臺南市政府秘書長，並曾在臺北縣縣長蘇貞昌任內擔任水利局局長，協助臺北縣（今新北市）脫離水患，完成基隆河整治、員山子分洪道、中和南勢角分洪工程。

## 生平
李孟諺出生於彰化縣花壇鄉，畢業於國立中興大學環境工程系，並在荷蘭國際水利環境工程學院取得碩士學位。
2017年9月7日，由於時任臺南市市長賴清德辭職升任行政院院長，李孟諺被指派代理臺南市市長，成為臺南市升格後首位無黨籍市長，並任職至新任市長黃偉哲就任。
2019年1月14日，接任行政院秘書長。
2024年5月20日，接任卓榮泰內閣的交通部部長。
2024年8月19日，由於被爆料曾有婚外情，使其口頭請辭交通部部長，行政院准予辭職。

## 爭議

### 通過龍崎掩埋場水土保持許可執照
2018年12月20日，代理臺南市市長期間通過龍崎掩埋場水土保持施工許可給歐欣公司，引發各界嘩然。李孟諺表示，監察院、農委會已先後指正市府，應依法核發許可，市府不能以未達民意當理由不發水保施工許可；環保團體則提告李孟諺涉嫌圖利廠商。
2018年12月25日，第3屆臺南市市長黃偉哲宣誓就職，首批公文要求經濟部工業局停止展延龍崎歐欣掩埋場的開發案。

### 婚外情事件
2024年8月19日，李孟諺遭爆料曾有長達十年的婚外情，且外遇對象為中國大陸人士，隨後其坦承過失並引咎辭職。

## 榮譽

### 中華民國勳章獎章
- 二等景星勳章（2024年5月13日於總統府頒授）[12]

## 外部連結
- 李孟諺的Facebook專頁

| 中華民國政府職務                   | 中華民國政府職務                                     | 中華民國政府職務                   |
| ---------------------------------- | ---------------------------------------------------- | ---------------------------------- |
| 臺南市政府                         |                                                      |                                    |
| 前任： 賴清德                      | 臺南市市長 代理 2017年9月7日－2018年12月25日         | 繼任： 黃偉哲                      |
| 行政院                             |                                                      |                                    |
| 前任： 王國材                      | 交通部部長 第二十九任 2024年5月20日－2024年8月19日   | 繼任： 陳彥伯（代理） 正任：陳世凱 |
| 前任： 丁怡銘                      | 行政院發言人 代理 2020年11月16日－2021年2月17日      | 繼任： 羅秉成                      |
| 前任： 何佩珊（代理） 正任：卓榮泰 | 行政院秘書長 第三十八任 2019年1月14日－2024年5月20日 | 繼任： 龔明鑫                      |